# Tribolonotus annectens
Tribolonotus annectens es una especie de escincomorfos de la familia Scincidae.

## Distribución geográfica
Es endémica de la isla de Nueva Bretaña (y, quizá, en la adyacente isla Umboi), en el archipiélago Bismarck (Papúa Nueva Guinea).